# Antonow A-40
Die Antonow A-40 oder auch KT war ein Projekt eines fliegenden Panzers des Konstruktionsbüros Antonow im Zweiten Weltkrieg, der von Flugzeugen des Typs Petljakow Pe-8 oder Tupolew TB-3 geschleppt werden sollte.

## Geschichte
Um Partisanenverbände im Zweiten Weltkrieg mit stärkerer Bewaffnung auszustatten und auch Fallschirmjägereinheiten eine gewisse Panzerung zu geben, hatte Oleg Antonow die Idee, einen leichten Panzer mit Flügeln und allen Instrumenten auszustatten.
Als Panzer wurde der 5,8 Tonnen schwere T-60 gewählt. An dem Fahrzeug wurde ein insgesamt zwei Tonnen schweres Flugwerk angebracht. Das Gesamtgewicht der Kombination konnte durch die Verringerung des Kraftstoffvorrats und Entfernung des Panzerturms auf 6,7 Tonnen reduziert werden. Der Bau begann im Frühjahr 1942 im Werk Nr. 241 in Tjumen. Im Sommer war die Maschine fertig, wurde zerlegt, zum Fluginstitut Kratowo überführt und dort am 22. Juli 1942 zusammengesetzt. Am 7. August 1942 begann die Erprobung im Schleppflug hinter einer Tupolew TB-3 mit Sergei Anochin, wobei bei Geschwindigkeiten von 110 bis 115 km/h kleine Hüpfer gelangen. Der eigentliche Erstflug fand wohl am 2. September statt, bei dem 40 Meter Höhe erreicht worden sein sollen. Da die Triebwerke des Schleppflugzeuges überlastet waren, wurde der Testflug abgebrochen. Anochin klinkte die A-40 aus und landete auf dem Flugplatz Bykowo. Weitere Testflüge zeigten ähnliche Ergebnisse, denn der Luftwiderstand des Panzers war so erheblich, dass die Triebwerke überhitzten. Die A-40 wurde nach Kratowo zurücküberstellt, aber nicht weiter getestet. Durch die veränderte Kriegslage wurden die Arbeiten im September 1942 aufgegeben.
Je nach Quelle gab es genau einen Testflug, eine Testflugserie oder gar nur einen Testflugversuch, bei dem man den A-40 nicht vom Boden bekam.

Dreiseitenriss der A-40

## Allgemeine Daten
- Aufbau: Schmaler Doppelrumpf als verbindendes Element von Panzer, Tragflügel und Leitwerk.
- Tragwerk: Verspannter Doppeldecker in Gemischtbauweise, innen holzbeplankt, außen stoffbespannt.
- Leitwerk: großes Höhenleitwerk, doppeltes Seitenleitwerk
- Fahrwerk: Raupenketten des Panzers

| Kenngröße    | Daten        |
| ------------ | ------------ |
| Konstrukteur | Oleg Antonow |
| Spannweite   | 12,90 m      |
| Länge        | 11,50 m      |
| Flügelfläche | 68 m²        |
| Startmasse   | 6700 kg      |